# Grote Prijs Jef Scherens 2008
Il Grote Prijs Jef Scherens 2008, quarantaduesima edizione della corsa, valido come evento dell'UCI Europe Tour 2008, si svolse il 7 settembre 2008 per un percorso di 183,3 km. Fu vinto dall'olandese Wouter Mol, che giunse al traguardo in 4h 30' 00" alla media di 40,73 km/h.
Furono 132 i ciclisti che portarono a termine la competizione.

## Ordine d'arrivo (Top 10)
| Pos. | Corridore        | Squadra         | Tempo    |
| ---- | ---------------- | --------------- | -------- |
| 1    | Wouter Mol       | P3 Transfer     | 4h30'00" |
| 2    | Janek Tombak     | Mitsubishi      | s.t.     |
| 3    | Kurt Hovelijnck  | Topsport Vl.    | s.t.     |
| 4    | Bert De Waele    | Landbouwkrediet | s.t.     |
| 5    | Joost van Leijen | Van Vliet       | s.t.     |
| 6    | Tom Criel        | Cycle Col.      | s.t.     |
| 7    | Geert Steurs     | Silence         | s.t.     |
| 8    | Sven Nevens      | Mitsubishi      | a 35"    |
| 9    | Lieuwe Westra    | Krolstone Cont. | a 45"    |
| 10   | Jürgen Roelandts | Silence         | a 1'55"  |